# Pali (Maharashtra)
Pali è una suddivisione dell'India, classificata come census town, di 8.167 abitanti, situata nel distretto di Raigad, nello stato federato del Maharashtra. In base al numero di abitanti la città rientra nella classe V (da 5.000 a 9.999 persone).

## Geografia fisica
La città è situata a 18° 33' 08 N e 73° 13' 20 E.

## Società

### Evoluzione demografica
Al censimento del 2001 la popolazione di Pali assommava a 8.167 persone, delle quali 4.174 maschi e 3.993 femmine. I bambini di età inferiore o uguale ai sei anni assommavano a 1.004, dei quali 529 maschi e 475 femmine. Infine, coloro che erano in grado di saper almeno leggere e scrivere erano 6.369, dei quali 3.424 maschi e 2.945 femmine.